# J.LIVE
『J.LIVE -J.I.HOT EXPRESS '83 AUTUMN TOUR-』（ジェイ・ライブ）は1983年12月12日にリリースされた稲垣潤一初のライブ・アルバム。最新流通盤は2016年6月29日に再発売されたSHM-CD。

## 収録曲
1. バハマ・エアポート
2. ロング・バージョン
3. MARIA
4. ドラマティック・レイン
5. エスケイプ
6. （揺れる心に）フェード・アウト
7. ジンで朝まで
8. 雨のリグレット
9. 生まれる前にあなたと…

## 参加ミュージシャン一覧
- Vocal,Drums,L.Percussion：稲垣潤一
- Keyboards：重久義明・白田朗
- Drums：辻野リューベン
- Bass：坂井紀雄
- Guitar：岩井真一